# After 2
After 2 (ang. After We Collided) – amerykański melodramat na podstawie powieści Anny Todd. Film miał swoją premierę 11 września 2020. W rolach głównych wystąpili: Hero Fiennes Tiffin i Josephine Langford.

## Fabuła
Miesiąc po rozstaniu z Hardinem, Tessa rozpoczyna staż w Vance Publishing, gdzie poznaje nowego współpracownika – Trevora Matthewsa. Dziewczyna wciąż nie potrafi wybaczyć i zaufać Hardinowi, po tym co między nimi zaszło. Rzuca się w wir pracy. Hardin jednak nie zamierza się poddać i jest gotów na wszystko, aby udowodnić Tessie, że jego uczucia są szczere.

## Obsada
- Josephine Langford jako Tessa Young
- Hero Fiennes Tiffin jako Hardin Scott
- Louise Lombard jako Trish Daniels
- Dylan Sprouse jako Trevor Matthews
- Candice King jako Kimberly
- Charlie Weber jako Christian Vance
- Max Ragone jako Smith Vance
- Selma Blair jako Carol Young
- Inanna Sarkis jako Molly Samuels
- Shane Paul McGhie jako Landon Gibson
- Khadijha Red Thunder jako Steph Jones
- Pia Mia jako Tristan
- Samuel Larsen jako Zed Evans
- Dylan Arnold jako Noah Porter
- Karimah Westbrook jako Karen Scott
- Rob Estes jako Ken Scott

## Odbiór
Strona Rotten Tomatoes przyznała filmowi wynik 13%, z oceną 3,9/10. Na stronie Metacritic, krytycy przyznali filmowi wynik 14/100.

## Kontynuacje
We wrześniu 2020 potwierdzono, iż zaczęto prace nad ekranizacjami trzeciej i czwartej części powieści. Filmy te reżyserowane będą przez Castille Landon.